# Словенски календар
У селу Лепесовки, у Волинској области у западној Украјини, руски археолози Тихонова и Хвајко су 1958. пронашли старо словенско светилиште, у чијем су олтару сачуване две глинене посуде из 2—4. века на којима је утиснут словенски календар тога времена, а у селу Ромашки, јужно од Кијева, у налазишту је био крчаг из 4. века, на којем је такође сликописан календар.
Пронађени календар у Лепесовки је имао својеврсне црте и резе, чинећи загонетну и сложену орнаментику знакова и цртежа. Руски археолог и историчар Борис Александрович Рибаков га је одгонетнуо. На календару у Лепесовки је година подељена на дванаест раздела, са уочљивим симболима ватре и сунца, са јасном раздеобом на годишња доба и назнакама солстиција, са дванаест месеци у којима су послови и дани усклађени са природним погодностима (орање, сетва, жетва, лов, гајење биља), уз тачно назначење датума празника.

## Називи дана
Поједини аутори сматрају да су Словени имали недељу од 6 дана и да су знали за 5 радних дана и један нерадни дан, које су назвали: недеља, понедељак, уторак, среда, четвртак и петак. Недеља је имала посебну улогу а радни дани су носили имена по редним бројевима, како су долазили после недеље.
Називи дана у седмици:
- Недеља — дан када се не ради, „не дела”', нерадни дан;
- Понедељак — дан после недеље, дан „по недељи”, први дан у седмици;
- Уторак — „втори” дан, други дан у седмици;
- Среда — „среда” — средина, средњи дан у седмици;
- Четвртак — четврти дан;
- Петак — пети дан.

Седмодневну недељу словенски народи почињу употребљавати тек преласком у хришћанство те се тада и назив за шести седмични дан — субота. Ова реч потиче из јеврејске речи „сабата”.
Данашњи називи за дане код Словена су се прво јавили код Јужних Словена, у тадашњој Византији, да би се временом, преко Бугарске, Словачке и Чешке, проширили и међу осталим словенским народима.
| Српски    | Руски       | Црквено- словенски | Пољски       | Доњолужички | Горњолужички | Чешки   | Словачки | Словеначки | Хрватски    | Македонски | Бугарски   | Украјински | Белоруски  |
| --------- | ----------- | ------------------ | ------------ | ----------- | ------------ | ------- | -------- | ---------- | ----------- | ---------- | ---------- | ---------- | ---------- |
| понедељак | понедельник | понєдѣ́л҄ьникъ       | poniedziałek | pòniedzôłk  | pónjeźele    | pondělí | pondelok | ponedeljek | ponedjeljak | понеделник | понеделник | понеділок  | панядзелак |
| уторак    | вторник     | въто́рьникъ         | wtorek       | wałtora     | wutora       | úterý   | utorok   | torek      | utorak      | вторник    | вторник    | вівторок   | аўторак    |
| среда     | среда       | срѣ́да              | środa        | srjoda      | srjeda       | středa  | streda   | sreda      | srijeda     | среда      | сряда      | середа     | серада     |
| четвртак  | четверг     | чєтврь́тъкъ         | czwartek     | stwórtk     | štwórtk      | čtvrtek | Štvrtok  | Četrtek    | četvrtak    | четврток   | четвъртък  | четвер     | чацьвер    |
| петак     | пятница     | пѧ́тъкъ             | piątek       | pětk        | pjatk        | pátek   | piatok   | petek      | petak       | петок      | петък      | п’ятниця   | пятніца    |
| субота    | суббота     | сѫбо́та; собо́та     | sobota       | sobota      | sobota       | sobota  | sobota   | sobota     | subota      | сабота     | събота     | субота     | субота     |
| недеља    | воскресенье | нєдѣ́лѧ             | niedziela    | njeźela     | njedźela     | neděle  | nedeľa   | nedelja    | nedjelja    | недела     | неделя     | неділя     | нядзеля    |

Код Словена је сваки дан у недељи имао бога заштитника:
- уторак — Пров, бог освештаних дубова,
- четвртак — Перун, бог грома,
- петак — богиња Мокоша

## Називи месеци
Претпоставља се да су Словени знали само за 6 дана у недељи, и да је један месец садржао 5 недеља по 6 дана тј. 30 дана. Ово се веома добро слагало са периодом промене све четири месечеве мене, који траје 29,53 дана.
Називи за месеце су били у вези са природним појавама. Како Словени живе на великим пространствима, често на великим растојањима једни од других, дошло је до тога да, на пример, исти назив „липањ” Хрвати користе да означе месец јун а Пољаци јул, зато што липа цвета месец дана раније на југу него на северу Европе. Такође, исто је и за месеце „травањ” и „листопад” зато што на југу раније долази пролеће и остала годишња доба него на северу.
Стари називи за месеце у години који су се задржали у словенским језицима:
| Савремени српски | Староруски † | Руски                                       | Украјински | Белоруски    | Пољски        | Кашупски    | Полапски †                                     | Доњолужички        | Горњолужички | Чешки    | Бугарски                              | Словеначки    | Прекомурси            | Хрватски | Српски    | Македонски | Литвански |
| ---------------- | ------------ | ------------------------------------------- | ---------- | ------------ | ------------- | ----------- | ---------------------------------------------- | ------------------ | ------------ | -------- | ------------------------------------- | ------------- | --------------------- | -------- | --------- | ---------- | --------- |
| Јануар           | Просинец     | Просинец, Перезимье, Лютовей, Трескун       | Січень     | Студзень     | Styczeń       | Stëcznik    | lede môn                                       | Wezymski           | Wulki rožk   | Leden    | Просинец, Колог, Коложег, Голям сечко | Prosinec      | sečén                 | Siječanj | Коложег   | Коложег    | sausis    |
| Фебруар          | Сечень       | Вьюговей, Бокогрей, Снежень, Лютень         | Лютий      | Люты         | Luty          | Gromicznik  | rüzac, rüsatz                                  | Swěckowny          | Maly rožk    | Únor     | Съчен, Сечко, Малък сечко             | svečan        | süšec, sűca           | Veljača  | Сечко     | Сечко      | vasaris   |
| Март             | Сухий        | Зимобор, Протальник, Грачевник, Капельник   | Березень   | Сакавік      | Marzec        | Strëmiannik | zürmôn, sürmôn                                 | Pózymski           | Naletnik     | Březen   | Сух                                   | sušec         | mali tráven           | Ožujak   | Дерикожа  | Цутар      | kovas     |
| Април            | Бере- зозол  | Снегогон, Ручейник, Первоцвет               | Квітень    | Красавік     | Kwiecień      | Łżëkwiôt    | choidë môn, chéudemon                          | Nalětny, Jatšownik | Jutrownik    | Duben    | Брязок                                | mali traven   | velki tráven          | Travanj  | Лажитрава | Тревен     | balandis  |
| Мај              | Травный      | Ярець, Травник, Цветень                     | Травень    | Май, Травень | Maj           | Môj         | laistë môn, leisten mon                        | Rozhelony          | Rožownik     | Květen   | Тръвен                                | veliki traven | risálšček, risáolšček | Svibanj  | Цветањ    | Косар      | gegužė    |
| Јун              | Изок         | Разноцвет, Скопидом, Хлеборост              | Червень    | Чэрвень      | Czerwiec      | Czerwińc    | pątjustë môn, pancjusté mon                    | Smažki             | Smažnik      | Červen   | Изок, Червеник                        | rožnik        | ivánšček              | Lipanj   | Трешњар   | Жетвар     | birželis  |
| Јул              | Червен       | Страдник, Сенозарник, Грозник               | Липень     | Ліпень       | Lipiec        | Lëpinc      | zeminik, semínic                               | Žnjojski           | Pražnik      | Červenec | Чръвенъ, жетар, жътвар, сърпен        | mali srpan    | jakopšček             | Srpanj   | Жетвар    | Златец     | liepa     |
| Август           | Зарев        | Густоед, Разносол, Жнивень                  | Серпень    | Жнівень      | Sierpień      | Zélnik      | haimôn, haymon                                 | Jacmjeński         | Žnjenc       | Srpen    | Орач, Зарев                           | veliki srpan  | méšnjek               | Kolovoz  | Гумник    | Житар      | rugpjūtis |
| Септембар        | Ревун        | Ревун, Хмурень, Вересень, Зоревник          | Вересень   | Верасень     | Wrzesień      | Séwnik      | prenjă zaimă môn, pregnia- seine mon, jisinmôn | Požnjenc           | Požnjenc     | Září     | Руен, Руй                             | kimavec       | mihálšček, miháošček  | Rujan    | Гроздобер | Гроздобер  | rugsėjis  |
| Октобар          | Листопад     | Грязник, Свадебник, Листобой                | Жовтень    | Кастрычнік   | Paździ- ernik | Rujan       | wainjă môn, weiniamon                          | Winowc, Winski     | Winowc       | Říjen    | Листопад                              | vinotok       | vsesvéšček            | Listopad | Шумопад   | Листопад   | spalis    |
| Новембар         | Груден       | Грудень, Полузимник, Бездорожник, Листогной | Листопад   | Лістапад     | Listopad      | Smùtan      | zaimă môn, seynemon                            | Młośny             | Nazymnik     | Listopad | Груден                                | listopad      | andrejšček            | Studeni  | Студени   | Студен     | lapkritis |
| Децембар         | Студеный     | Ветрозим, Студень, Стужайло                 | Грудень    | Снежань      | Grudzień      | Gòdnik      | trubnë môn, trübnemon                          | Zymski             | Hodownik     | Prosinec | Студен                                | gruden        | prosinec              | Prosinac | Коледар   | Снежник    | gruodis   |

Називи за месеце код Словена:
- љути — време опаких мећава и љутих мразева,
- големи месец, фебруар — време велике хладноће и сметова,
- межник — време размеђавања зиме и пролећа,
- бокогреј — време када се са сунчане стране, с бока, почиње осећати топлота,
- сухи — време у коме су мраз и ветар стврдли и осушили све,
- протаљник — време када се на тлу указују прокопнине,
- летник — време пролећног отопљавања,
- жарки — време жега и припеке,
- груден — време стврдњавања земље и стварања грумења, груда, по њивама и путевима,
- грјазник — време блата и каљуга услед падавина,
- студен — време хладне и зимоморне позне јесени,
- снежањ — време снега и сметова,
- просинац, просинец — када лепо време просењује, просијава, када се већ лепи дани појављују и, најпре местимично, после јесењих магли и зимске тмурне облачности, указује се небеска ведрина,
- березен, сакавик — време када брезе и дрвеће, с почетком пролећа и отопљавањем, почињу да луче сокове,
- биљар, травењ, цветањ, квитањ, мај, лажитрава — време бујног раста и цветања трава и грмља,
- липењ — дани миомирисног цветања липе,
- трешњар, черешњар — време доспевања првих воћних плодова,
- црвеник, рујен — преодевање шуме у златасту и румену јесен,
- вересењ — време упадљивости вреска, ниске дрвенасте биљке, малих листова и љубичаста цвета, вечно зелене шибљике, распрострањене у Полесју и брдским пределима,
- жовтењ, листопад, шумопад — време када лишће жути, опада и гора огољује;
- дерикожа — време уништавања стоке због недостатка исхране на крају зиме,
- изок — време појављивања инсеката и оглашавања цврчак,
- червењ — време црва, гусеница и ларви пчела,
- зарев — време ревања или рике јелена,
- сечењ — време најпогодније да се дрвеће сече, јер тада не лучи сокове, да се земља приведе за усеве, што говори и назив
- березозол — време сече, крчења бреза и претварања њихових пањева и корења у пепео (паљевинска земљорадња),
- серпењ, жњивен, жетвар — време жетве,
- гумник, коловоз — време када се летина одвози са њива и жито врше на гумну,
- гроздобер — време бербе винограда, вересењ, кастричник,
- паздерник — време млаћења конопље и лана и извлачења влакана за пређу (вресат: млатити, кострика: конопља, поздер: уситњена дрвенаста стабљика конопље),
- каледар — време кретања обредних поворки у сусрет новом лету,
- коложег — време паљења ватри за појачање снаге зимског сунца,
- свадебник — време свадбовања.

## Празници
Словенски празници током године:
| Јануар:    | 1-6. Велесови дани, 6. Турица                            |
| Фебруар:   |                                                          |
| Март:      | 1. Вјуница, 21. Масленица                                |
| Април:     | 22. Лелин дан                                            |
| Мај:       | 1. Радуница                                              |
| Јун:       | 4. Јарилов дан, 19-24. Русалкина недеља, 21. Купалов дан |
| Јул:       | 20. Перунов дан                                          |
| Август:    | 7. Дан жетве                                             |
| Септембар: | 8. Ладин дан, 21. Сварогов дан                           |
| Октобар:   | петак између 25. октобра и 1. новембра Мокошин дан       |
| Новембар:  |                                                          |
| Децембар:  | 21. Колада                                               |